# 2 Columbus Circle
2 Columbus Circle es un edificio de 12 pisos ubicado en un pequeño lote trapezoidal en el lado sur de Columbus Circle en el Upper West Side de Manhattan, Nueva York (Estados Unidos). Rodeado por las calles 58, 59, Broadway y laOctava Avenida, se encuentra en el sitio del antiguo Grand Circle Hotel de siete pisos. Se inauguró en 1964, después de que el heredero de A&P, Huntington Hartford, contratara al arquitecto Edward Durell Stone para que le construyera un museo en el sitio. La controversia se desató en 2002 después de que el Museo de Artes y Diseño (MAD) comprara el edificio y planeara alterar significativamente su diseño, incluida la modificación de su fachada. Se habían realizado llamados desde 1996 para que el edificio fuera marcado, por lo que su estatus de hito propuesto se puso en duda con esta renovación. Las renovaciones se completaron en 2008.

## Historia

### Primeros años (antes de la renovación)
El Grand Circle Hotel de siete pisos, diseñado por William H. Cauvet, estuvo en esta dirección desde 1874; más tarde llamado Boulevard Hotel, fue demolido en 1960.
En 1964, el heredero de A&P, Huntington Hartford, contrató al arquitecto Edward Durell Stone para que construyera un museo para él en 2 Columbus Circle. En ese momento, Hartford tenía una de las colecciones de arte más importantes del mundo, incluidas obras de Rembrandt, Monet, Manet, Turner y Salvador Dalí. Hartford encargó a Dalí que pintara un cuadro llamado El descubrimiento de América por Cristóbal Colón para la inauguración, que atrajo a muchas celebridades, como el duque de Windsor. 2 Columbus Circle abrió como la Galería de Arte Moderno, mostrando la colección de Hartford. Hasta 2005, el edificio era una estructura moderna de 12 pisos, revestido de mármol con motivos venecianos y una fachada curva. Tenía ojos de buey y ventanas en forma de filigrana que corrían a lo largo de una logia superior en sus pisos superiores. Con el arquitecto Philip L. Goodwin, Stone había diseñado previamente el Museo de Arte Moderno en estilo internacional, que se abrió al público el 10 de mayo de 1939. Hartford quería que su Galería de Arte Moderno representara una visión alternativa del modernismo.
El edificio a menudo se llamaba "El edificio Lollipop" en referencia a una crítica burlona de la crítica de arquitectura Ada Louise Huxtable en la que lo llamó un "palazzo veneciano troquelado sobre piruletas". Sin embargo, tres décadas después, admitió que sintió "un pequeño impulso, una sensación de placer" cuando pasó junto a él. No obstante, Huxtable se mostró en desacuerdo con la campaña para salvar el edificio y escribió en The Wall Street Journal que: "Fue una actuación indigna que le dio poco crédito a cualquiera que se preocupe por la preservación y solo puede servir como una lección objetiva de cómo no ir al respecto". La Galería de Arte Moderno cerró en 1969. La Universidad Fairleigh Dickinson recibió 2 Columbus Circle como regalo de Hartford y lo operó como el Centro Cultural de Nueva York, donde a veces se organizaban exposiciones de arte.
En 1974, los administradores del Centro Cultural de Nueva York buscaban un comprador para la propiedad. Debido a problemas financieros, el Centro Cultural de Nueva York cerró en septiembre de 1975. Al año siguiente, Gulf and Western Industries compró 2 Columbus Circle. A cambio de exenciones fiscales, Sumner Redstone obtuvo una cláusula que tenía Hartford, que decía que el edificio nunca podría ser renovado o demolido. En 1979, Gulf and Western presentó 2 Columbus Circle a la ciudad de Nueva York como regalo. Al año siguiente, se inauguró en el edificio el Departamento de Asuntos Culturales. La Oficina de Convenciones y Visitantes de Nueva York también comenzó a ubicarse en 2 Columbus Circle.

### Renovación del Museo de Arte y Diseño
El Museo de Arte y Diseño, ahora en 2 Columbus Circle, fue fundado en 1956 por el American Craft Council junto con la filántropa Aileen Osborn Webb, como el Museo de Artesanía Contemporánea. Se trasladó a 40 West 53rd Street en 1986 y pasó a llamarse American Craft Museum. En 2002, cambió su nombre nuevamente a Museo de Artes y Diseño.
Al mismo tiempo, el interés en marcar este edificio había comenzado en 1996, poco después de que el edificio cumpliera treinta años y fuera elegible para la designación de punto de referencia. En este año, Robert A. M. Stern lo incluyó en su artículo "Lista de 35 hitos modernos en espera de un conservacionista" escrito para The New York Times. El diseño de Stone en 2 Columbus Circle fue catalogado como uno de los "100 sitios más amenazados" del World Monuments Fund en 2006. El mismo año, Jennifer Raab, presidenta de la Comisión de Preservación de Monumentos Históricos, revisó con el Comité de Designación de la Comisión la posibilidad de recomendar una audiencia en 2 Columbus Circle. En 1998, el Departamento de Asuntos Culturales y la Oficina de Convenciones y Visitantes desocuparon 2 Columbus Circle, y en 2002, bajo la presidencia de la Comisión de Preservación de Monumentos Históricos, Sherida Paulsen, el Comité de Designación revisó la solicitud de realizar una audiencia y nuevamente votó por no hacerlo. MAD fue designado como el desarrollador del sitio de 2 Columbus Circle por la Corporación de Desarrollo Económico de la Ciudad de Nueva York en junio de 2002. En 2004, el National Trust for Historic Preservation lo calificó como uno de los "11 lugares históricos más amenazados" de Estados Unidos. A pesar de un serio esfuerzo de preservación, el Departamento de Edificios de la Ciudad de Nueva York aprobó el permiso para que MAD comenzara a remover la fachada de 2 Columbus Circle.

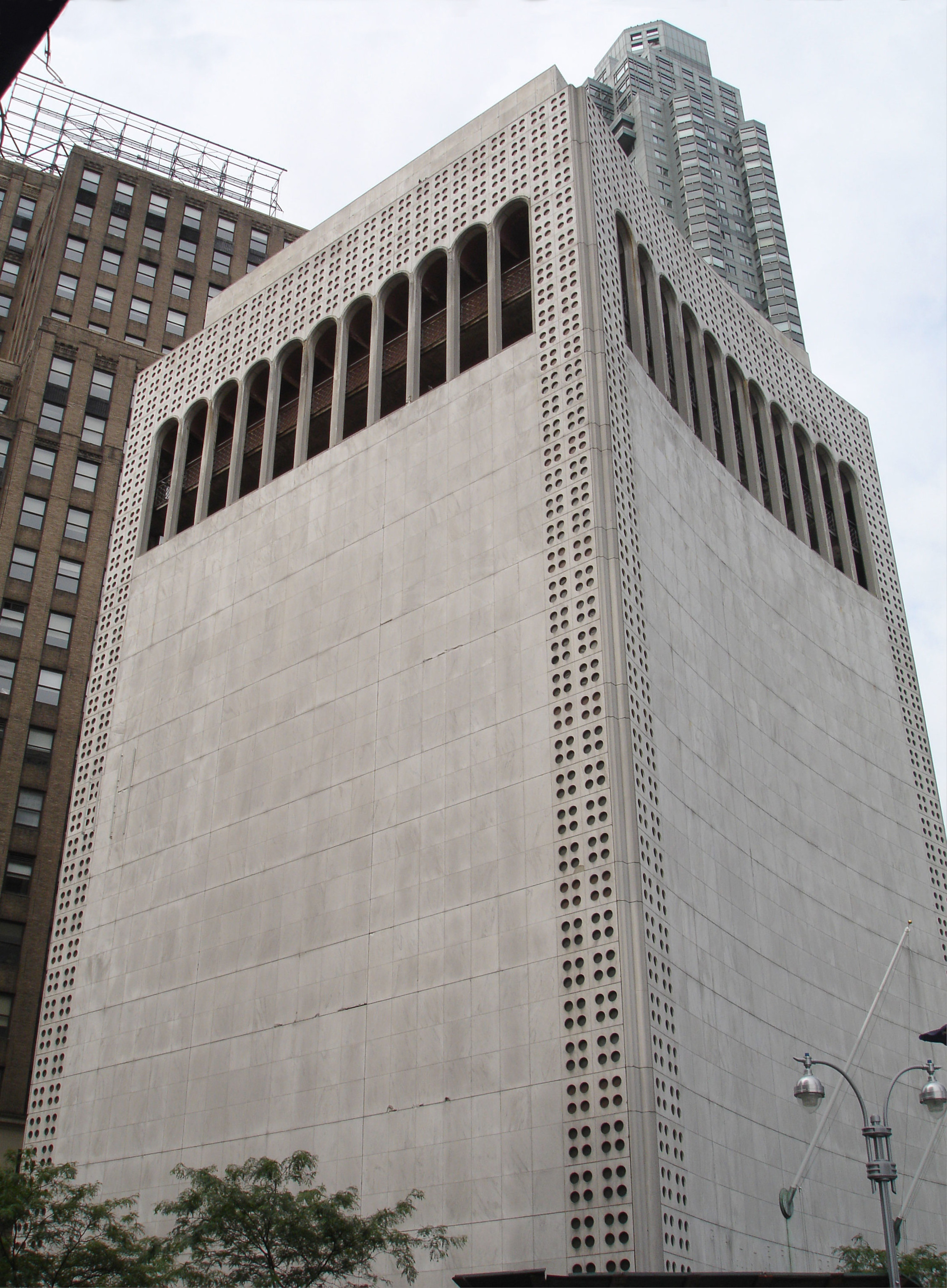
El edificio en su estado original

Al final de las renovaciones en 2008, el museo se mudó a este edificio. La nueva ubicación en 2 Columbus Circle, con más de 5017 m², más del triple del tamaño del antiguo espacio del Museo. Incluye cuatro pisos de galerías de exhibición para obras de artistas establecidos y emergentes; un auditorio de 150 asientos en el que el museo planea presentar conferencias, películas y actuaciones; y un restaurante. También incluye un Centro para el estudio de la joyería y un Centro de educación que ofrece acceso multimedia a material de fuentes primarias, aulas prácticas para estudiantes y tres estudios de artistas en residencia.

#### Rediseño y controversia histórica
Los planes del museo para alterar radicalmente el diseño original del edificio desencadenaron un debate sobre la preservación al que se unieron muchas personas notables, entre ellas Tom Wolfe (The New York Times ; 12 de octubre de 2003 y 13 de octubre de 2003), Chuck Close, Frank Stella, Robert A. M. Stern, el presidente del departamento de historia del arte de la Universidad de Columbia, Barry Bergdoll, los críticos de arquitectura del New York Times, Herbert Muschamp y Nicolai Ouroussoff, y el erudito urbanista Witold Rybczynski, entre otros. La congresista Carolyn B. Maloney (D-NY) se refirió a él como "uno de los edificios más fotografiados y fácilmente reconocibles de Nueva York". Sin embargo, el alcalde Michael Bloomberg, Ada Louise Huxtable y otros apoyaron la remodelación del sitio descuidado durante mucho tiempo.
El edificio de Stone fue catalogado como digno de preservación por organizaciones, entre ellas: el Capítulo de DOCOMOMO de Nueva York/Tri-Estatal, el Consejo de Distritos Históricos, la Sociedad de Arte Municipal, el Fideicomiso Nacional para la Preservación Histórica, la Conservación de Monumentos de Nueva York, la Liga de Preservación del Estado de Nueva York, y el Fondo Mundial de Monumentos. A pesar de esto, la Comisión de Monumentos Históricos de la Ciudad de Nueva York nunca celebró una audiencia pública sobre su destino. Los correos electrónicos obtenidos bajo la Freedom of Information Act entre el presidente de la Comisión de Monumentos Históricos de la Ciudad de Nueva York, Robert Tierney, y Laurie Beckelman, que trabajaban para el Museo de Arte y Diseño, sugieren que la pareja trabajó entre bastidores para evitar que el panel de monumentos históricos considerara el edificio. El 29 de junio de 2005 se emitió un permiso de la ciudad para permitir la eliminación de la fachada existente.

La edición del 9 de agosto de 2005 de The New York Times informó que los miembros de la Comisión de Preservación de Monumentos dieron el raro paso de desacuerdo público sobre este tema, a pesar de la insistencia del Ayuntamiento de que el caso contra el edificio había estado cerrado durante nueve años. Roberta Brandes Gratz, miembro de la comisión, dijo en una carta a The New York Times: "Ni yo como comisionada individual ni la comisión actual en su conjunto han emitido un 'juicio profesional' sobre si debe haber una audiencia o una designación". Además, las entrevistas telefónicas realizadas por The New York Times sugirieron que al menos algunos de los otros once comisionados también estaban a favor de una audiencia pública. Sin embargo, la directora ejecutiva de la comisión, Ronda Wist, dijo que el presidente Tierney "no está dispuesto a revisar esta cuestión". Tierney dijo que su principal educación en arquitectura ocurrió cuando tomó un curso de pregrado con Vincent Scully, ahora profesor emérito de historia del arte de Sterling en la Universidad Yale. El 14 de agosto de 2005, Scully declaró en una carta a Tierney:
"Ha ocurrido algo bastante maravilloso, por lo cual el edificio, rara vez el favorito de alguien en el pasado, se ve mejor cada día... Su propia integridad, su singularidad, la determinación indomable de hacer un punto que lo produjo, están saliendo a la luz y están afectando poderosamente la forma en que lo vemos.... De hecho, se está convirtiendo en el ícono que nunca fue, uno por el cual la ciudad ahora se preocupa mucho".
La negativa de la Comisión de Monumentos Históricos de la Ciudad de Nueva York de celebrar una audiencia pública sobre el edificio se basó en un consenso alcanzado en junio de 1996 por un comité de cuatro miembros formado por el Rev. Thomas F. Pike, Charles Sachs, Vicki Match Suna y la profesora Sarah Bradford Landau. Sin embargo, el 18 de agosto de 2005, The New York Times informó que Landau se unió a otros excomisionados: William E. Davis, Stephen M. Raphael, Mildred F. Schmertz, junto con Gene A. Norman, expresidente, y Beverly Moss Spatt., una ex presidenta, al solicitar una audiencia.

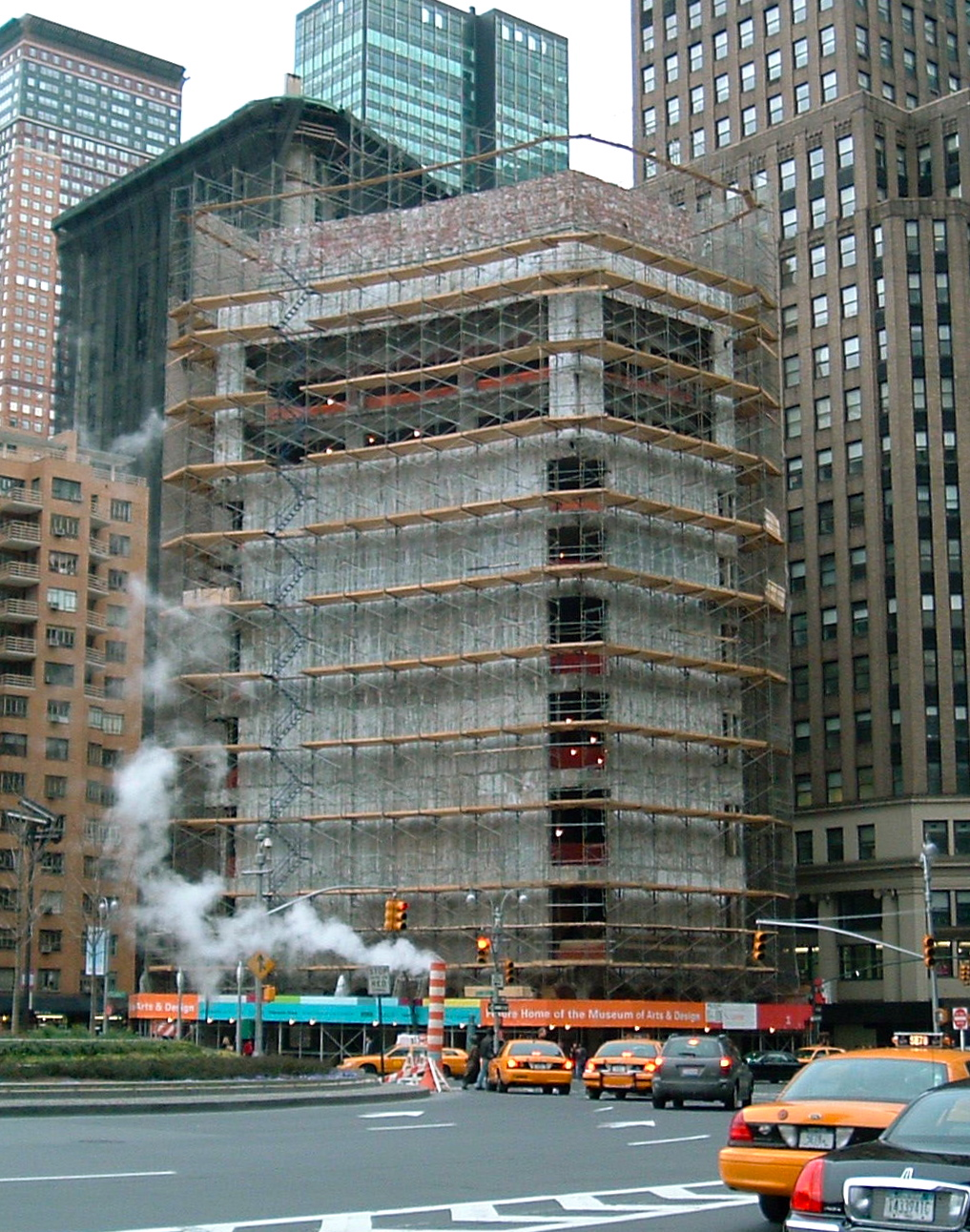
Durante la reconstrucción de la fachada

El edificio rediseñado tiene la misma masa y forma geométrica que el original, pero tiene canales tallados en su exterior. El mármol blanco original de Vermont ha sido reemplazado por una fachada de vidrio y terracota vidriada.
James Gardner, crítico de arquitectura del New York Sun, escribió que el edificio original "fue indudablemente un hito; lo mejor que se puede decir de su reemplazo es que, si tenemos suerte, nadie lo notará". Francis Morrone, también del Sun, escribió: "Donde el edificio original de Stone se lee como cuidadosamente escalado a su entorno, el rediseño de Cloepfil se lee como una pieza de escultura abstracta que, a escala de construcción, parece todo mal". Witold Rybczynski escribió en Slate que el nuevo diseño "se siente como una presencia alienígena", y el crítico de arquitectura Justin Davidson dijo: "Esta versión no satisfará a quienes pensaron que nunca debería haber sido tocada". En 2008, el crítico de arquitectura del The New York Times, Nicolai Ouroussoff, nombró al edificio renovado como uno de los siete edificios de la ciudad de Nueva York que deberían ser demolidos porque "tienen un efecto traumático en la ciudad".
Algunos críticos defendieron la nueva fachada. Ada Louise Huxtable, quien originalmente había acuñado el término "Edificio Lollipop" para la estructura original, escribió que "las críticas a la estructura han sido alarmantemente desproporcionadas y flagrantemente fuera de control". Paul Goldberger elogió el interior "funcional, lógico y agradable" del nuevo edificio en una reseña en The New Yorker, aunque "las proporciones y la composición parecen tan extrañas e incómodas como siempre".